# Eeva Park

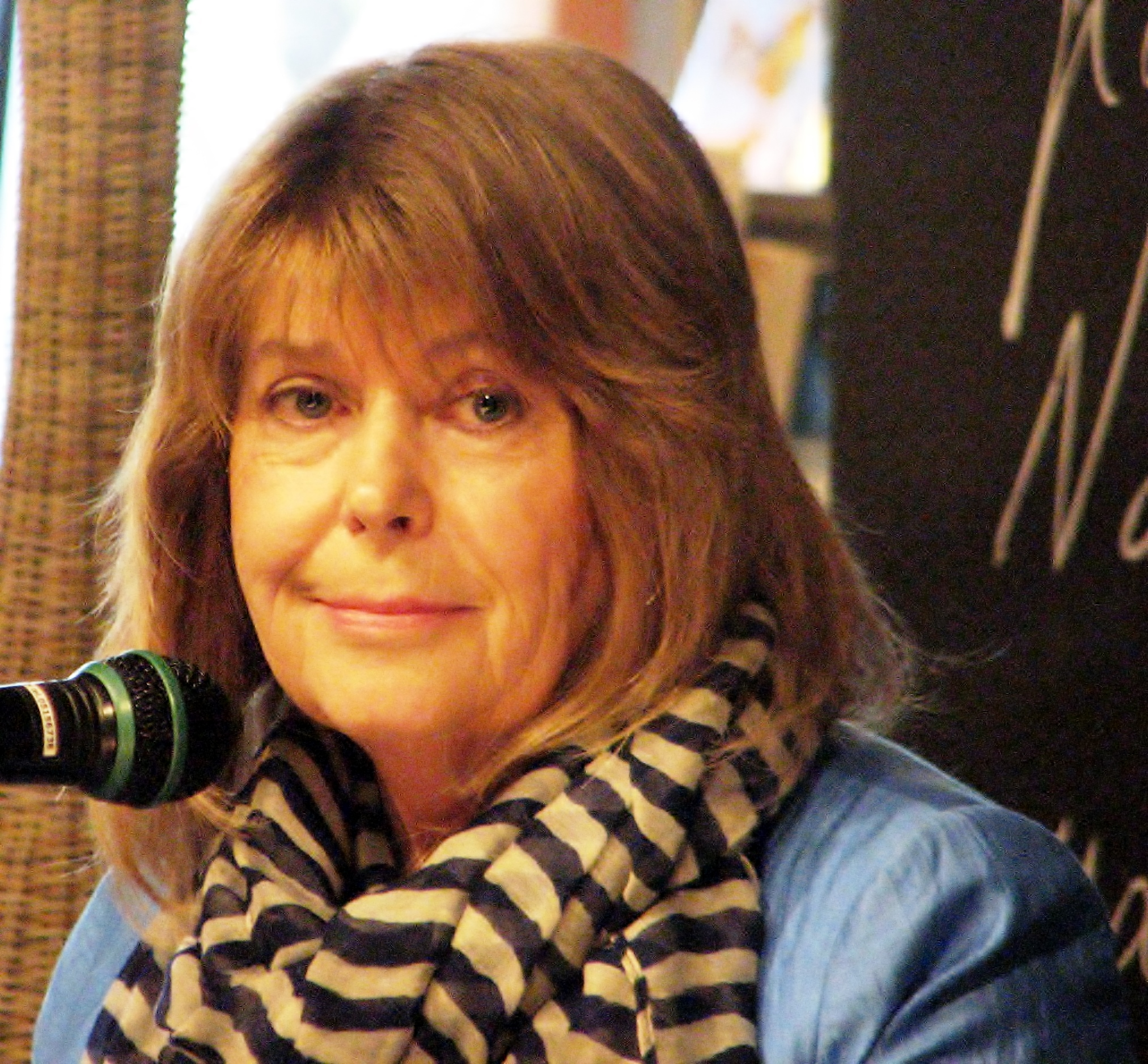
Eeva Park, 2014

Eeva Park (bis 1970 Eeva Hint, * 9. September 1950 in Tallinn) ist eine estnische Schriftstellerin.

## Leben und Werk
Eeva Park wurde als Tochter der Schriftsteller Minni Nurme und Aadu Hint geboren. Nach dem Abitur in Tallinn (1970) war sie bis 1985 als Archivmitarbeiterin sowie als Seiden- und Porzellanmalerin tätig.
Eeva Park ist seit 1993 Mitglied des Estnischen Schriftstellerverbands. Sie lebt heute als freischaffende Schriftstellerin in Saku.

## Literarisches Werk
Park debütierte 1983 als Lyrikerin, widmete sich aber bald auch der Prosa. In diesem Genre wurde sie bereits mit ihrem ersten Buch sehr gelobt und als Konkurrentin von Jaan Kross tituliert. In den folgenden Prosabüchern stach ein starkes autobiografisches Element hervor, dessen belletristische Bearbeitung von der Kritik gelobt wurde.
Danach konzentriert Park sich auf zeitgenössische Themen und gehörte damit zu „den wichtigsten Begleitern der neuen Zeit in Estland“. Besonders ihr Roman Lõks lõpmatuses (2003; deutsch: „Falle, unendlich“, 2008, s. u.) erregte Aufsehen. In dem Thriller beschreibt Eeva Park eine junge Estin, die in Berlin zur Prostitution gezwungen wird, sich in das Plastinatenkabinett des „Professor von Toth“ flüchtet und schließlich ihren Peininger und anschließend sich selbst tötet. Besonders die Schattenseiten des estnischen Wirtschaftswunders mit Straßenkindern, moralischer Verwahrlosung und der täglichen Brutalität werden in dem Buch verarbeitet.
Daneben verfasst Eeva Park Theaterstücke und Kurzgeschichten sowie weiterhin regelmäßig Gedichte.

## Auszeichnungen
- 1994 Friedebert-Tuglas-Novellenpreis.
- 2004 Eduard-Vilde-Literaturpreis
- 2019 Literaturpreis des Estnischen Kulturkapitals (Freie Kategorie)

## Bibliographie
- Mõrkjas tuul ('Bitterer Wind', Gedichte). Tallinn: Eesti Raamat 1983. 46 S.
- Hullu Hansu lugu ('Die Geschichte vom verrückten Hans', Roman). Tallinn: Eesti Raamat 1988. 142 S.
- Öö valgus ('Das Licht der Nacht', Gedichte). Tallinn: Eesti Raamat 1990. 76 S.
- Tolm ja tuul ('Staub und Wind', Roman). Tallinn: Eesti Raamat 1992. 287 S.
- Mees, kes mäletas elevante ('Der Mann, der sich an die Elefanten erinnerte', Novellensammlung). Tallinn: Huma 1994. 159 S.
- Palveränd ('Pilgerfahrt', Drama). Tallinn: Perioodika 1996. 63 S. (Loomingu Raamatukogu 1/1996)
- Naeru õpilane ('Lehrling des Lachens', Roman). Tallinn: Kupar 1998. 178 S.
- Pääse karussellile ('Eintrittskarte zum Karussell', Novellensammlung). Tallinn: Huma 2000. 119 S.
- Vaba langemine ('Freier Fall', Gedichte). Tallinn: Tänapäev 2002. 72 S.
- Lõks lõpmatuses ('Falle in der Unendlichkeit', Roman). Tallinn: Tänapäev 2003. 223 S.
- Homsed uudised ('Nachrichten von Morgen', Gedichte). Tallinn: Verb 2005. 53 S.
- Absoluutne meister ('Absoluter Meister', Novellensammlung). Tallinn: Eesti Keele Sihtasutus 2006. 142 S.
- Tulearm ('Feuernarbe', Gedichte). Tallinn: Verb 2007. 53 S.
- Linnujahireeglid ('Regeln für die Vogeljagd', Gedichte). Tallinn Verb 2012. 49 S.
- Geeniuste algkursus ('Einführung für Genies', Drama). Tallinn: SA Kultuurileht 2016. 44 S. (Loomingu Raamatukogu 14/2016)
- Lemmikloomade paradiis ('Paradies der Haustiere', Roman). Tallinn: Verb 2016. 237 S.
- Minu kuninglikud kaelkirjakud ('Meine königlichen Giraffen'). Tallinn: Hea Lugu (Kirjanikud omavahel) 2018. 156 S.
- Ringmäng ehk aedniku 12 kuud ('Reigen oder die zwölf Monate des Görtners'). Tallinn: Hea Lugu 2022. 110 S.

## Deutsche Übersetzungen
Als einzige Buchveröffentlichung auf Deutsch liegt Lõks lõpmatuses vor:
- Falle, unendlich. Aus dem Estnischen von Irja Grönholm. Husum: ihleo Verlag 2008. 245 S.

Des Weiteren sind einige Kurzgeschichten erschienen:
- Drei Tage in Pärnu Übersetzt von Heinz Wilhelm. Pfeiffer, in: Estnische Kurzgeschichten. Von Valeria Ränik, Voldemar Miller und Eeva Park. Zweisprachig, Ausgewählt und Übersetzt von Heinz Wilhelm Pfeiffer. Michelstadt: Neuthor-Verlag 1996, S. 73–119. Vergleiche hierzu die Rezension von Matthias Biskupek: Estnische Geschichten und deutsche Sprache, in: Estonia 2/1996, S. 55–57.
- Schule schwänzen. Übersetzt von Irja Grönholm, in: Estonia 2/1996, 19–27; wieder abgedruckt in: Ostragehege 1/1997, Nr. 8, 18–22
- Per Anhalter. Übersetzt von Irja Grönholm, in: Lichtungen 2003, S. 92–97.
- Absolut meisterhaft. Übersetzt von Irja Grönholm, in: Estonia 2006, S. 191–214.
- Nachtwelt I. Nachtwelt II. Übersetzt von Yvonne Bindrim, in: Nachtlandschaften. Neue nordische Novellen. Greifswalder Übersetzungen. Herausgegeben von Christine Nickel und Tilo Freitag. Berlin: SAXA-Verlag 2009, S. 59–61, S. 68–70.
- Die Götter spielen tic-tac-toe. Übersetzt von Irja Grönholm, in: Glückliche Wirkungen. Eine literarische Reise in bessere Welten. Herausgegeben von Alida Bremer und Michael Krüger. Berlin: Propyläen 2017, S. 52–55.

Außerdem sind zwei Essays von Eeva Park auf Deutsch erschienen:
- Sorge und Hoffnung in einem estnischen Dorf. Übersetzt von Irja Grönholm, in: Estonia 2/1995, S. 3–6.
- Auf der Drama-Schulbank. Übersetzt von Irja Grönholm, in: Estonia 1/1999, S. 51–52.

## Übersetzungen in andere Sprachen
Eeva Parks Kurzgeschichten und Gedichte sind auf Englisch, Finnisch, Französisch, Lettisch, Litauisch, Norwegisch, Russisch, Schwedisch und Ungarisch erschienen.
Der Roman Lõks lõpmatus liegt außer auf Deutsch auch auf Norwegisch und Schwedisch vor.
- Bak hendingshorisonten. Omsett frå estisk av Øyvind Rangøy. Tallinn: NyNorden 2008. 235 S.
- Evighetsfällan. Översättning: Kalli Klement. Stockholm: Norstedts 2007. 230 S.

Ferner gibt es eine Gedichtsammlung auf Finnisch:
- Pitkällä penkillä. Suomentanut Raija Hämäläinen. Tallinn: NyNorden 2009. 79 S.

## Sekundärliteratur
- Kärt Hellerma: Veel üks nonkonformist, in: Keel ja Kirjandus 7/1988, S. 438–439.
- Rutt Hinrikus: Vastust teab vaid tuul, in: Looming 4/1993, S. 560–562.
- Barbi Pilvre: Kättemaks ja teraapia, in: Vikerkaar 5/1993, S. 79–81.
- Valeeria Villandi: Elu ja lood, in: Keel ja Kirjandus 3/1995, S. 196–199.
- Cornelius Hasselblatt: Eeva Park: Stimme aus der Provinz, in: estonia 2/1995, S. 7–8.
- Eve Annuk: Miks sa kirjutad, Eeva Park?, in: Vikerkaar 4/1995, S. 88–90.
- Asta Põldmäe: Üleni, in: Looming 9/2000, S. 1415–1418.
- Kadri Tüür: Eeva Park kui naisluuletaja, in: Looming 12/2002, S. 1893–1897
- Fagira D. Morti: Pehme sotsiaalromaan, in: Looming 11/2003, S. 1739–1743
- Jan Kaus: Jäljed nahal, in: Keel ja Kirjandus 12/2003, S. 935–937.
- Triin Ploom: Pidulikkus, mööndustega, in: Looming 10/2005, S. 1583–1585.
- Anu Saluäär: Neid novelle tahaks tõlkida, in: Looming 6/2006, S. 935–937.
- Interview with Eeva Park (Memento vom 16. August 2011 im Internet Archive), in: Estonian Literary Magazine 25 (Autumn 2007), S. 10–13 (englisch)
- Cornelius Hasselblatt: Vabaduse hind. Eeva Park kui meie aja Vilde, in: Sirp 11.VI.2004, S. 7, wiederabgedruckt in: Cornelius Hasselblatt: Eemalt vaadates. Tartu: Tartu Ülikooli Kirjastus 2015, S. 448–450.
- Johanna Ross: Sõltuvussuhte romantika, in: Looming 2/2017, S. 296–299.
- Cornelius Hasselblatt: Armastuse vangla, in: Keel ja Kirjandus 4/2017, S. 307–309.
- Eve Pormeister: Keravälk ja ema. Märkmeid Eeva Pargi raamatust „Minu kuninglikud kaelkirjakud“, in: Looming 4/2020, S. 573–579.